# Puig Cabrer
El Puig Cabrer és una muntanya de 114 metres que es troba al llevant de la serra muntanyosa que encercla el municipi de Calonge, a la comarca catalana del Baix Empordà.